# Riera d'Argentona
La riera d'Argentona és una riera maresmenca de cabal irregular. Neix al terme de Dosrius, a l'aiguabarreig entre la riera de Canyamars i del Far, i durant els seus primers quilòmetres s'anomena riera de dosrius. Després penetra al terme d'Argentona on transcorre paral·lelament a la vall l'autovia C-60. El curs baix de la riera fa de partió entre els termes de Mataró i d'Argentona. Ja a l'època romana la vall de la riera d'Argentona era una important via de comunicació entre el Maresme i el Vallès a través del coll de Parpers i s'hi va construir la Via Romana de Parpers; després més recentment s'hi construí l'autovia C-60 per unir l'autopista del Mediterrani (AP-7) i el corredor del Mediterrani (C-32).
Els afluents principals de la riera són:
- Riera del Far
- Riera de Canyamars
- Torrent del Coll
- Torrent de Manyans
- Riera d'Òrrius
- Riera de Clarà